# Signori di Marino
Marino è una cittadina nella città metropolitana di Roma Capitale, storico castello le cui prime memorie risalgono al 1090 e che venne infeudato ai Frangipane, agli Orsini, e più a lungo ai Colonna.

## Signori di Marino (1090-1606)

### Frangipane (1090-1253)
| Nome                 | Anno di investitura | Anno di decadenza |
| -------------------- | ------------------- | ----------------- |
| Oddone Frangipane    | 1090                | ?                 |
| Graziano Frangipane  | ?                   | 1210              |
| Giacoma de Settesoli | 1210                | 1239 (?)          |
| Giovanni Frangipane  | 1239                | ?                 |
| Pietro Frangipane    | ?                   | 1253              |

### Eredità Frangipane (1253-1266)
| Nome                                         | Anno di investitura | Anno di decadenza |
| -------------------------------------------- | ------------------- | ----------------- |
| Giovanni dei Conti di Poli                   | 1253                | 1254              |
| Paolo dei Conti di Segni Vescovo Tripolitano | [ 5 ]               |                   |
| Niccolò dei Conti di Poli                    | 1254                | 1261              |

### Orsini (1266-1384)
| Nome                                      | Anno di investitura | Anno di decadenza |
| ----------------------------------------- | ------------------- | ----------------- |
| cardinal Matteo Rubeo Orsini              | 1266                | post 1289         |
| Napoleone, Matteo, Orso e Giovanni Orsini | 1286                | ?                 |
| Giordano, Rainaldo, e Matteo Orsini       | 1266                | ?                 |
| Giordano e Rainaldo Orsini                | ante 1347           | 1379              |

### Il periodo dello Scisma (1384-1417)
| Nome                        | Anno di investitura | Anno di decadenza |
| --------------------------- | ------------------- | ----------------- |
| Giacomo Orsini (I)          | 2 giugno 1379       | 1384              |
| Onorato Caetani             | 1384                | 1399              |
| Reverenda Camera Apostolica | 1399                | 1405              |
| Giacomo Orsini (II)         | 1405                | 1407              |
| Corona Napoletana           | 1407                |                   |
| Giovanni e Niccolò Colonna  | 1407                | 1409              |
| Reverenda Camera Apostolica | 1409                | 1413              |
| Giacomo Orsini (III)        | 1413                | 1414              |
| Cristoforo Caetani          | 1414                | 1417              |

### Colonna (1417-1606)
| Nome                         | Anno di investitura | Anno di decadenza |
| ---------------------------- | ------------------- | ----------------- |
| Giordano e Lorenzo Colonna   | 1417                | 1423              |
| Prospero Colonna             | 2 febbraio 1423     | 1431              |
| Antonio Colonna di Riofreddo | 1431                | 1436              |
| Reverenda Camera Apostolica  | 1436                | 1446              |
| Giordano Colonna             | 1446                | ?                 |
| Fabrizio I Colonna           | ante 1489           | 1520              |
| Agnese di Montefeltro        | 1520                | 1523              |
| Ascanio Colonna              | 1523                | 1550              |
| Marcantonio Colonna          | 1550                | 1585              |
| Marcantonio III Colonna      | 1585                | 1595              |
| cardinal Ascanio Colonna     | 1595                | 1606              |

## Duchi di Marino (1606 - 1816)

### Colonna (1606 - 1816)
| Nome                                     | Anno di investitura | Anno di decadenza |
| ---------------------------------------- | ------------------- | ----------------- |
| cardinal Ascanio Colonna                 | 1606                | 1608              |
| Marcantonio IV Colonna il Contestabilino | 1608                | 1611              |
| Filippo I Colonna                        | 1611                | 1622              |
| Girolamo Colonna                         | 1622                | 1666              |
| Lorenzo Onofrio Colonna                  | 1666                | 1686              |
| Filippo II Colonna                       | 1686                | 1714              |
| Fabrizio Colonna                         | 1714                | 1755              |
| Lorenzo Onofrio Colonna                  | 1755                | 1779              |
| Filippo III Colonna                      | 1779                | 1816              |